# Liste des maires de Chatou
 (novembre 2024).
Pour un article plus général, voir Chatou.
Cet article dresse la liste des maires de Chatou successifs.

## Liste des maires
| Période      | Période                       | Identité                            | Étiquette                      | Qualité |
| ------------ | ----------------------------- | ----------------------------------- | ------------------------------ | --- |
| 1790         | 1792                          | Jean-Pierre Nicolle                 |                                | |
| 1792         | 1794                          | Alexandre Cuel                      |                                | |
| 1794         | 1795                          | Paul Rateau                         |                                | |
| 1795         | 1800                          | Henri-Médard Talibon                |                                | |
| 1800         | 1814                          | Pierre Vanier                       | Partisan de Bonaparte          | Notaire de Chatou |
| 1814         | 1823                          | Charles-Alexis Travault             | Monarchiste impérialiste       | Propriétaire de l'ancien domaine de la seigneurie |
| 1823         | 1826                          | M. Mitouflet de Beauvois            | Majorité dynastique            | Propriétaire |
| 1826         | 1829                          | François Levrat                     | Majorité dynastique            | Industriel |
| 1829         | 1829                          | Adj intérimaire Mauriot             | Majorité dynastique            | |
| 1829         | 1832                          | Antoine Lacroix                     | Majorité dynastique            | Banquier, propriétaire de l'ancien domaine de la seigneurie |
| 1832         | 1844                          | Camille Perier                      | Majorité dynastique            | Préfet et auditeur au Conseil d'État sous le Premier Empire, Député de la Sarthe (1828 → 1830, 1830 → 1834) Député de la Corrèze (1835 → 1837) Pair de France (1837 → 1844) Mort en fonction Siégeant comme député dans l'opposition constitutionnelle à Charles X puis membre de la majorité dynastique soutenant Louis-Philippe en 1830, rapporteur du budget, spécialiste des questions financières |
| 1844         | 1848                          | François Delivré                    | Majorité dynastique            | Notaire de Chatou |
| 1848         | 1852                          | Antoine-François Ruinart de Brimont |                                | Ancien consul Nommé par le dernier préfet de Seine-et-Oise de Louis-Philippe, Aubernon, confirmé par le nouveau préfet républicain en 1848 puis maintenu par son successeur bonapartiste après le coup d'État de 1851. |
| 1852         | 1857                          | Joseph-Marie Cauvart                | Majorité dynastique            | Propriétaire Fabricant de peignes à Paris |
| 1857         | 1858                          | Jean-Pierre Jacquin                 | Majorité dynastique            | Adjoint intérimaire |
| 1858         | 1861                          | Emile Lacroix                       | Majorité dynastique            | Propriétaire de l'ancien domaine de la seigneurie |
| 1861         | 1866                          | Jean-Pascal Castets                 | Majorité dynastique            | Maître-serrurier de Chatou |
| 1866         | 1870                          | Pierre Dumas                        | Majorité dynastique            | Propriétaire, ancien négociant, Mène le premier combat contre l'indépendance du Vésinet. |
| 1870         | 1871                          | François Laubeuf                    |                                | Président de la délégation municipale sous l'occupation prussienne Alors que tous les notables de Chatou ont pris refuge dans leurs propriétés parisiennes où le siège s'organise, François Laubeuf, entrepreneur de travaux publics, est désigné par la municipalité sortante pour assurer les affaires de la commune. Pris en otage par les Prussiens qui ont découvert un dépôt d'armes dans l'église abandonnée par le curé Ussel, il doit la vie sauve à l'abbé Borreau, curé de Carrières-Saint-Denis et du docteur Lelièvre, qui s'interposent, ceux-ci ayant prodigués des soins aux blessés y compris à des soldats prussiens.    |
| 1871         | 1872                          | Charles Lambert                     | Républicain                    | Agent de change Démissionnaire en raison de « l'attitude plus que malveillante » montrée par le préfet concernant l'affaire du Vésinet puis reprend sa démission mais le préfet nomme Pierre Dumas. |
| 1872         | 1877                          | Pierre Dumas                        | Monarchiste                    | Propriétaire, ancien négocian. Nommé par le préfet en 1872 en remplacement de Charles Lambert démissionnaire. Pierre Dumas est réélu entre 1874 et 1877. Reprend le combat contre l'indépendance du Vésinet, obtient des avis favorables des commissaires-enquêteurs pour la conservation du lotissement dans Chatou. En guise de protestation contre le vote de l'érection du Vésinet en commune par l'Assemblée nationale - 361 hectares sont retirés à Chatou - le conseil municipal ne se réunira plus pendant plusieurs mois en 1875.                                                                                                 |
| 1877         | 1878                          | Charles Girard                      | Monarchiste i                  | Directeur au ministère du Commerce |
| 1878         | 1887                          | Ernest Bousson                      | Républicain libéral            | Industriel il proclame la « Première municipalité républicaine ». Noms républicains donnés aux voies de Chatou. |
| 1887         | 1888                          | Jules Coulon                        | Républicain libéral            | Maire-adjoint assurant l'intérim du maire |
| 1888         | 1891                          | Edmond de Panafieu                  | Conservateur                   | Ancien conseiller d'État ancien conseiller municipal sous la municipalité Pierre Dumas, Officier de la Légion d'Honneur |
| 1891         | 1911                          | Maurice Berteaux                    | PRRRS                          | Agent de change, député (1893 → 1911) Vice-président de la Chambre des députés (1906 → 1911) , Ministre de la Guerre (1904 → 1905 et 1911), Bienfaiteur de la commune Officier de la Légion d'Honneur. |
| 1911         | 1919                          | Eugène Rochefort                    |                                | Médecin de Chatou, responsable de l'hôpital auxiliaire de la Faisanderie pendant la Première Guerre mondiale, bienfaiteur de la commune, Chevalier de la Légion d'Honneur |
| 1919         | 1921                          | Charles Montaudoin                  | Bloc national                  | Il ne subsiste dans cette municipalité presque entièrement renouvelée que trois anciens radicaux du personnel électoral d'avant-guerre, Charles Montaudoin, industriel de Chatou, élu maire, Vital Chatel, futur maire en 1921 et Gustave Chénier. Jules Ramas, futur maire en 1935, fait partie des nouveaux élus. |
| 1921         | 1929                          | Vital Chatel                        | Républicain de gauche          | Propriétaire , Chevalier de la Légion d'Honneur |
| 1929         | 1935                          | Léon Barbier                        | Républicain de gauche          | Ancien propriétaire et gérant des Galeries « Au Gagne-Petit » rue de la Paroisse Léon Barbier prend pour deuxième adjoint un membre de la liste concurrente de Jules Ramas d'Union Républicaine, Victor Bréchaille, ancien négociant. La liste Barbier a obtenu 15 élus, la liste Ramas, 8 élus. C'est une coalition du centre et de droite qui dirige la ville jusqu'en 1935. L'ère des partis de masse n'a pas encore commencé et l'on vit toujours sous le règne de l'entente communale. Selon le mot de Joseph-Barthélémy, « les républicains de gauche sont des hommes du centre que le malheur des temps oblige à siéger à droite ». |
| 1935         | 1944                          | Jules Ramas                         | Union républicaine             | Ingénieur des Arts et Métiers (Aix 1885), Administrateur de la Société française de Métallurgie, Chevalier de la Légion d'Honneur |
| 1944         | 1947                          | Jacques Bouvier                     | Comité de Libération de Chatou | Ingénieur |
| 1947         | 1953                          | Henry Vercken                       | RPF                            | Avocat - Conseil, Croix de Guerre 14-18 |
| 1953         | 1954                          | André Combe                         | Liste CNIP, ARS, RPF, MRP      | Entrepreneur |
| 1954         | mars 1959                     | Albert Laubeuf                      | Gauche (Liste Rad, RGR, SFIO)  | Architecte |
| mars 1959    | mars 1971                     | Jean-François Henry,                | CNIP                           | Haut fonctionnaire, conseiller d’État Conseiller général de Chatou (1964 → 1967) |
| mars 1971    | mars 1979                     | Jacques Catinat                     | UDR puis RPR                   | Imprimeur, éditeur Conseiller régional Conseiller général de Chatou (1967 → 1979) Mort en fonction |
| mai 1979     | décembre 1981                 | Charles Finaltéri                   | DVD                            | Journaliste, cadre à l'ORTF puis à FR3 Mort en fonction |
| février 1982 | juin 1995                     | Jean Bonnet                         | RPR                            | Pharmacien de Chatou Conseiller général de Chatou (1988 → 1994) |
| juin 1995    | mars 2008                     | Christian Murez,                    | RPR puis UMP                   | Médecin généraliste de Chatou Président de la CCBS (2008 → 2014) |
| mars 2008    | janvier 2018,                 | Ghislain Fournier                   | UMP puis LR                    | Consultant, chef d'entreprise Conseiller général puis départemental de Chatou (1994 → 2021) Vice-président du conseil départemental (2015 → 2021) Démissionnaire pour raisons professionnelles |
| janvier 2018 | octobre 2024,                 | Éric Dumoulin                       | DVD-LR                         | Dirigeant de société Sénateur des Yvelines (2024 → ) Conseiller départemental de Chatou (2021 → ) Vice-président du Conseil départemental (2021 → 2024) Vice-président de la CA Saint Germain Boucles de Seine (2020 → 2024) Démissionnaire après son entrée au Sénat |
| octobre 2024 | En cours (au 28 octobre 2024) | Michèle Grellier                    |                                | Ancienne psychologue dans le secteur social Présidente du Sivom des Coteaux de Seine |

Il est remarquable de constater qu'à quelques rares exceptions, tous les maires de la Restauration, de la monarchie de Juillet, du Second Empire et de la IIIe République ont inscrit Chatou dans leurs legs testamentaires lorsqu'ils ne faisaient pas des dons de leur vivant. La position de fortune qu'ils occupaient facilitait bien entendu de telles libéralités mais celles-ci traduisaient aussi une pensée aimable et généreuse alors que le mandat qu'ils occupaient parfois malgré eux n'était pas rémunéré.

## Pour approfondir